# 봉덕초등학교 평사분교
봉덕초등학교 평사분교는 대한민국 전라남도 여수시에 있었던 공립 초등학교이다.

## 학교 연혁
- 1935년 1월 25일 동창서당 설립
- 1947년 4월 6일 평사공립국민학교 개교
- 1949년 4월 1일 평사국민학교로 개칭
- 1996년 3월 1일 평사초등학교로 개칭
- 2007년 3월 1일 봉덕초등학교에 통합
- 2024년 2월 29일 77년만에 폐교

## 참고 자료
- 봉덕초등학교평사분교장 - 한국교육학술정보원 학교알리미